# Baclias
Baclias (Baqliyya) ou buranias (būrāniyya) foram o subgrupo dos carmatas que estiveram ativos no sul do Iraque no começo do século X. Surgiu após a derrota da revolta carmata de Zacarauai ibne Mirauai pelo Califado Abássida em 907. Zacarauai morreu, mas muitos seguidores no Sauade (região fértil rural em torno de Cufa) acreditavam que estava vivo e que voltaria para liderá-los. Em 907/908, um dai (um missionário ismailita) chamado Abu Hatim Azuti que estava ativo no Sauade, proibia seus seguidores de comer alho, alho-poró e nabos, abater animais e os obrigava a seguir certas observâncias religiosas islâmicas habituais. A partir daí, seus seguidores adotaram o apelido de Baqiliyya, que logo foi usado para se referir aos carmatas do Sauade. Os seguidores de Zacarauai logo se juntaram aos seguidores de Hamadã Carmate e Abu Maomé Abadã, que ainda acreditavam no retorno de Maomé ibne Ismail como Mádi.
O movimento subsistiu e até encenou alguns levantes anti-abássidas nas áreas nas cercanias de Cufa e Uacite, sob comando de Maçude ibne Huraite e Issa ibne Muça, sobrinho de Abu Maomé Abadã. Quando os carmatas do Barém sob Abu Tair Aljanabi invadiram o Iraque em 928, se revoltaram, mas foram derrotados pelo general Harune ibne Garibe. Os seus estandartes são descritos como brancos, com inscrições do Alcorão sobre a redenção dos israelitas da opressão do Faraó. Vários carmatas de origem persa uniram-se aos baremitas e os seguiram até sua terra natal, onde ficaram conhecidos como ajamitas.